# Hicanátos
Os Hicanátos (em grego: Ἱκανάτοι; romaniz.: Hikanatoi; "aqueles capazes"; em latim: Hicanati) foram um dos tagmas bizantinos, as unidades de guarda de elite baseadas nas proximidades da capital imperial de Constantinopla. Fundada no começo do século IX, sobreviveu até o final do século XI.

## História
A data exata do estabelecimento da unidade é incerto: a Vida de Ignácio (Vita Ignatii), uma hagiografia que registra a vida do patriarca Inácio de Constantinopla, registra que a unidade tinha sido estabelecida ca. 809 pelo imperador Nicéforo I, o Logóteta (r. 802–811), e esta data é geralmente aceita; evidências sigilográficas vagas, contudo, poderiam sugerir um estabelecimento no final do século VIII. De acordo com o Vida de Nicetas, o neto de Nicéforo e futuro patriarca Inácio, foi apontado como primeiro comandante. A unidade é bem atestada nos séculos IX-X, mas evidências tornaram-se obscuras no século XI, quando o termo Hicanátos pode ter sido usado como um nome familiar, ao invés do título da unidade. De qualquer forma, a unidade, como a maioria das tagmas, deixou de existir em algum momento da segunda metade do século XI.

## Estrutura
Os Hicanátos foram aparentemente inspirados no tagma de Vigla, e comandado por um doméstico (em grego: δομέστικος τῶν Ἱκανάτων; romaniz.: domestikos tōn ikanatōn), geralmente com o posto cortesão de protoespatário. Seu sub-comandante foi o topoterita (topoteretes, "tenente"), também da categoria do protoespatário, enquanto o resto dos funcionários da unidade estiveram abaixo do nível do espatário. Seguindo o padrão do Vigla, houve um cartulário (oficial financeiro), um número de cometas (komētes; contadores) e seus subordinados centarcos (kentarchoi) comandando o bando em que a unidade foi dividida, um protomandador (mensageiro chefe), e três classes de porta-estandarte: bandóforos (bandophoroi), semióforos (semeiophoroi) e duciniadores (doukiniatores).
Como os outros tagmas, o tamanho exato da unidade e suas subdivisões é uma questão de debate, uma vez que é baseada principalmente nos registros árabes, cuja exatidão e veracidade é uma questão em aberto. Warren Treadgold, que aceita os números árabes como precisos, considera o tagmas' como tendo o tamanho padrão de 4000 homens cada um, enquanto John Haldon, que vê seus números exagerados, considera um total de 4000 homens para todos os tagmas mais plausível. A lista da expedição cretense em 949, incluída no Sobre as Cerimónias do imperador Constantino VII Porfirogênito (r. 913–959), inclui a menção de 456 Hicanátos, mas não está claro que parte da força da unidade que representa.